# Бибиков, Гавриил Ильич
Гавриил Ильич Бибиков (также Гаврила Ильич, 1747 — 19 (31) июля 1803) — генерал-майор, меценат, строитель усадьбы в Гребнево, предводитель дворянства Богородского уезда.

## Биография
Сын генерал-поручика Ильи Александровича Бибикова (1698—1784) и его супруги Варвары Никитичны Шишковой (1719—1773), брат генерал-аншефа Александра Ильича Бибикова (1729—1774) и Екатерины Ильинишны Бибиковой (1754—1824), супруги Светлейшего князя Михаила Илларионовича Кутузова-Смоленского.

### Военная карьера
В 1754 году в возрасте восьми лет записан в лейб-гвардии Преображенский полк поручиком, в 1757 году вступил на действительную службу с переводом в кавалерию. Служил в Харькове, принимал участие в боевых действиях Семилетней войны (1756—1763), в Русско-турецкой войне (1768—1774) под началом Суворова в Молдавской армии. Суворов особо отметил активные боевые действия эскадрона Г. И. Бибикова под Козлуджей.
В Военно-историческом архиве удалось найти представление генералом-аншефом Малой России Румянцевым секунд-майора Бибикова в премьер-майоры (январь 1770). Здесь же сообщалось, что в службе он числился с 8 лет, в 10 лет — штык-юнкер артиллерии, а при восшествии на престол Екатерины II назначен флигель-адъютантом при графе Румянцеве, а в 1767 секунд-майором в Наследников кирасирский полк.

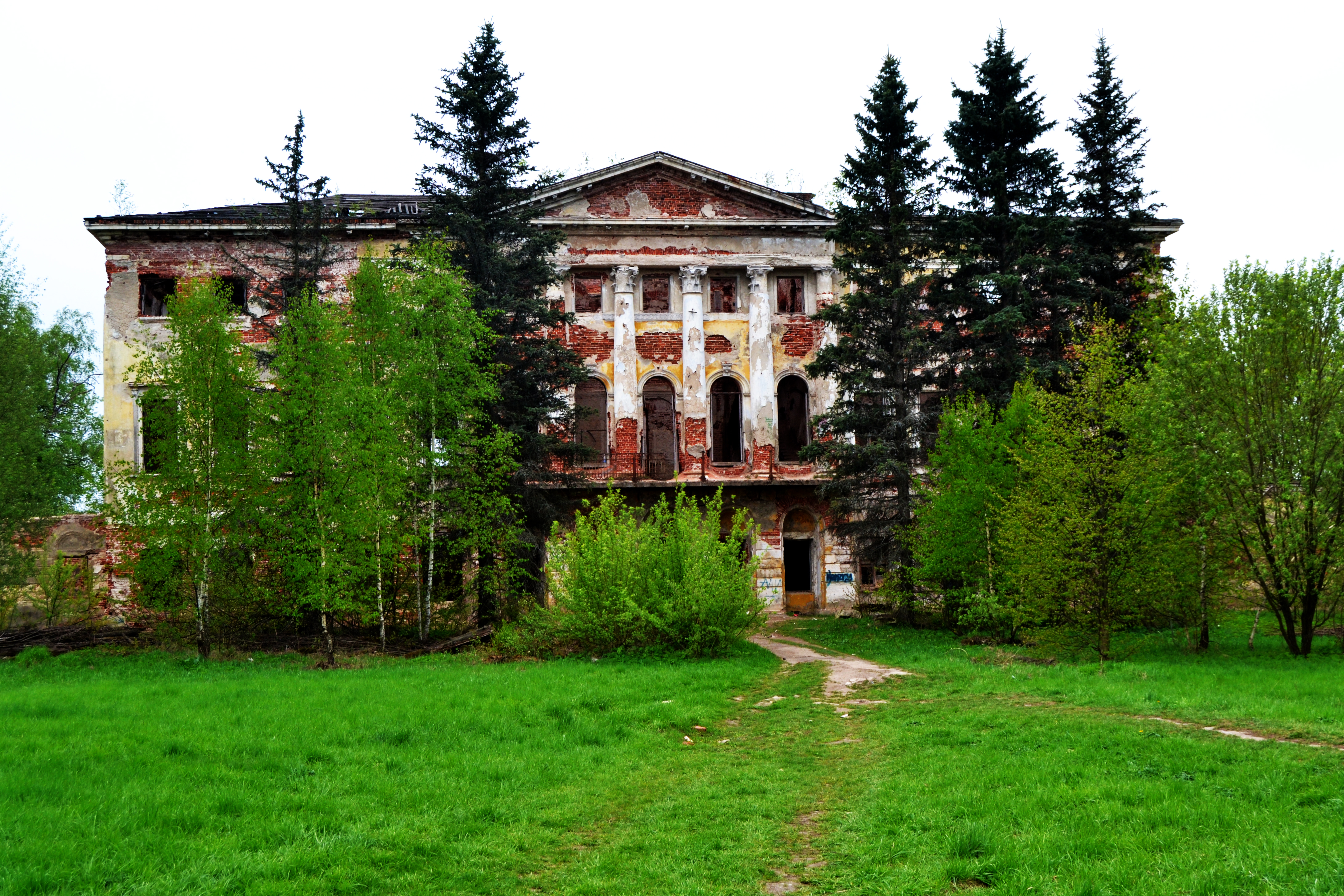
Дворец генерала Г. И. Бибикова в усадьбе Гребнево (XVIII век)

28 июня 1782 года — генерал-майор Московской дивизии. 12 августа этого года Гаврила Ильич пережил потрясение: родами умерла его 20-летняя супруга, Татьяна Яковлевна, в девичестве Твердышева.
Через два года он вышел в отставку, чтобы заняться делами обширного имения, своим театром и своей любимой музыкой.

### Покровитель искусств и архитектуры
От предыдущего владельца усадьбы Гребнево князя Николая Никитича Трубецкого остался старинный острог. Бибиков распорядился острог разобрать и пригласил из Военно-инженерного ведомства смотрителем работ Степана Прохоровича Зайцева. В 1786 г. начато строительство летней церкви в честь Гребневской иконы Божьей Матери в память «светлой души Татьяны Яковлевны».
С 1794 года — предводитель дворянства Богородского уезда. В разных губерниях он владел 5 тысячами крепостных.

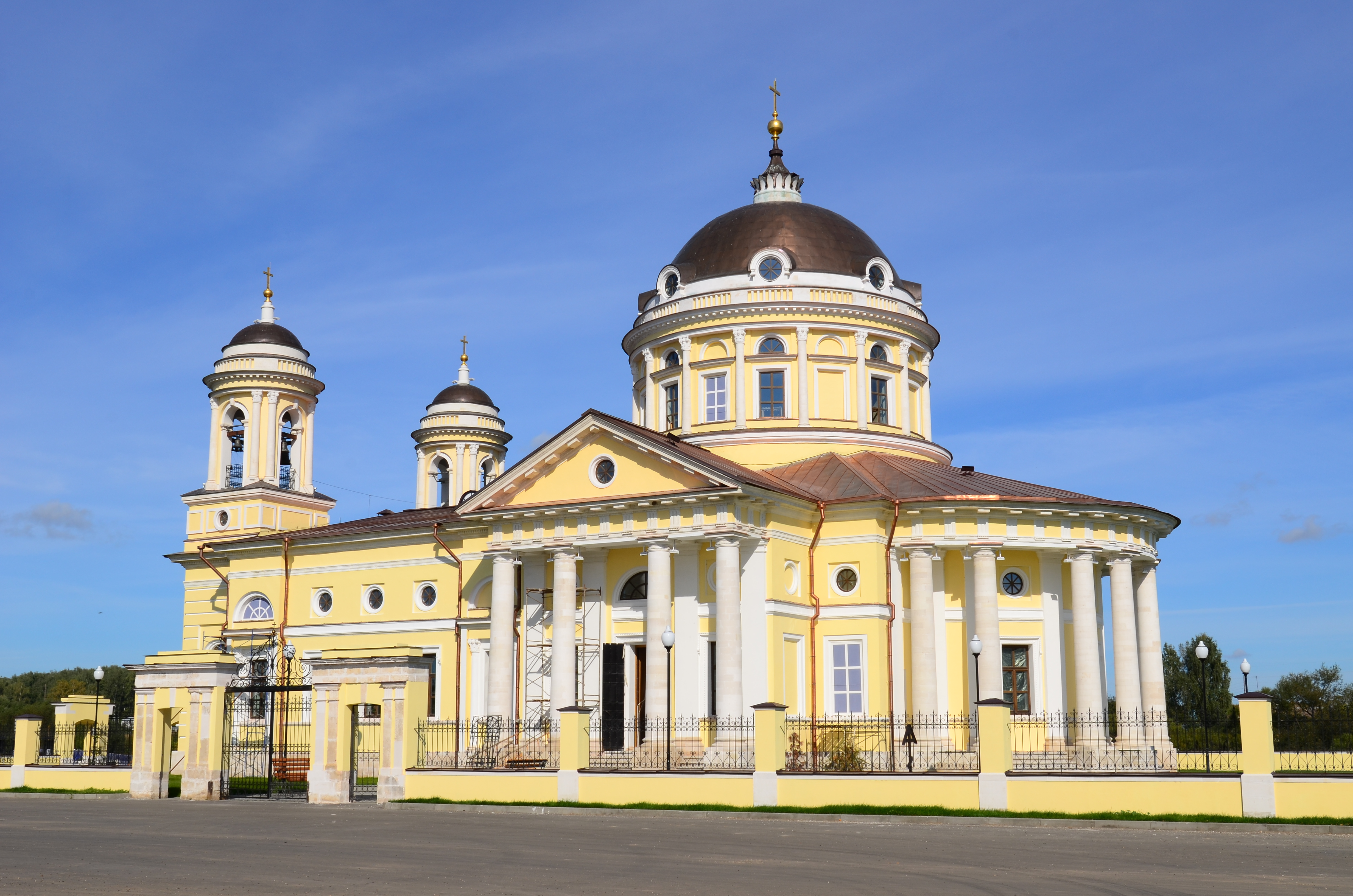
Церковь Сошествия Святого Духа в селе Шкинь

В 1794 году заложил в селе Шкинь каменный храм церкви Сошествия Святого Духа, строительство которого было доверено знаменитому архитектору Родиону Родионовичу Казакову (1758—1803). По воспоминаниям внучки, при жизни Гаврилы Ильича и после него вся семья проводила лето в Гребнево. «Дом там стоял огромный, каменный, окруженный большими садами, среди которых были огромные пруды с некоторыми на них островами, а на островах также были посажены сады и выстроены беседки. Когда приезжали гости из соседства или из Москвы, тогда запрягали линейки, ездили всем обществом по широким дорожкам сада, на пароме переправлялись через пруд и в беседке пили чай».
Владел собственным домашним театром в Москве, где был свой оркестр. Руководил им крепостной музыкант и композитор Данила Кашин, которого Гаврила Ильич «поручил знаменитому Сартию» на воспитание и придворный композитор взял Данилу с собой в Яссы, где тот стал свидетелем исполнения знаменитого концерта в честь князя Таврического Потемкина «Тебе Бога хвалим», сопровождаемого сотней пушечных выстрелов". О певцах Гаврилы Ильича ходила слава, что его «девки, а особливо мальчик, поющий чрезвычайно, со всем оркестром при аккомпанировании итальянцев, составляли редко слышимый концерт». Пригласив знаменитого танцмейстера П. А. Йогеля из Франции, Бибиков подготовил отличную балетную труппу из крепостных. Впоследствии многие из них были отпущены на волю и стали знаменитыми артистами.
Бибиков был известным меценатом — детей своих лакеев, дворецких и поваров отдавал на воспитание в пансионы, где последние получали приличное образование.
Умер 19 июля 1803 года в Москве в возрасте 57 лет, похоронен в Новодевичьем монастыре.

## Награды
Кавалер ордена Святого Георгия 4-го класса (22 августа 1770 года) («Будучи при корпусе генерал-квартирмистра Боура, в сражении с неприятелем предводительствовал частию кавалерии с отменною храбростию»).

## Семья
Первая жена (с 16 апреля 1781 года) — Татьяна Яковлевна Твердышева (10.02.1762—17.07.1782), единственная дочь богатого промышленника Якова Борисовича Твердышева, директора медных и железных заводов в Оренбургском крае. В приданое получила большое состояние, купила усадьбу Гребнево и дом Архарова на Пречистенке 17. Умерла при родах первенца 20 лет, успев лишь благословить младенца, через некоторое время умер и ребенок. Через год умер её отец, завещав всё свое состояние зятю. Однако Гаврила Ильич взял себе только седьмую часть, остальное наследство передав племянницам Якова Борисовича.

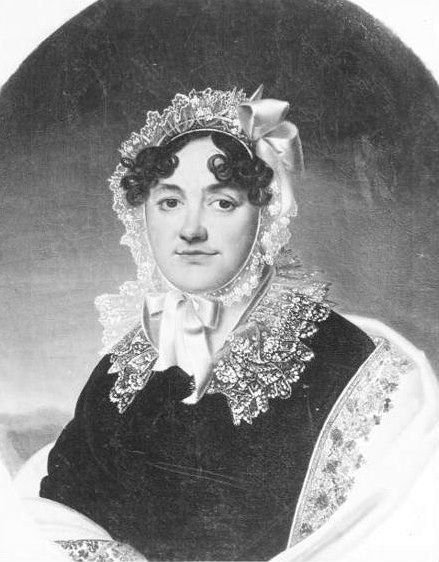
Екатерина Александровна

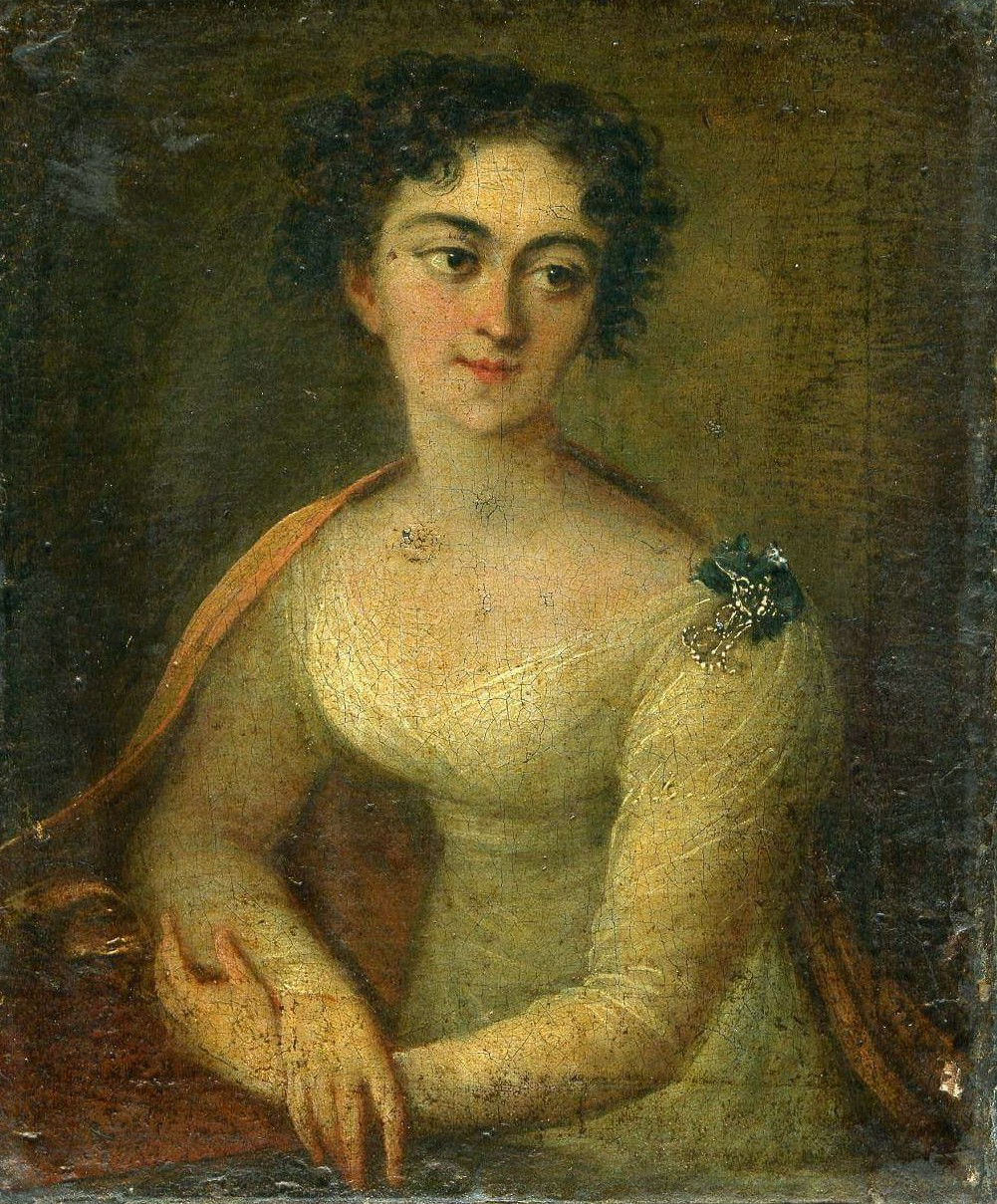
Софья Гавриловна с фрейлинским шифром

Вторая жена (с 1783 года) — Екатерина Александровна Чебышева (01.12.1766—01.09.1833), из небогатого дворянского рода, известная московская красавица, черноволосая и высокого роста, поражавшая и в старости величественным видом и остатками прежней красоты. По воспоминаниям о ней внучки, Екатерины Раевской, «больше всего любила бабушка мужа своего, которому сохранила верность, хотя и осталась молодой, красивой вдовою. В начале XIX столетия это было редким явлением. Матушка (Софья Гавриловна) рассказывала мне, что однажды отец (Гаврила Ильич) страшно занемог. Бабушка собрала всех 12 детей своих, велела им встать на колени, сама пала ниц перед образом и со слезами молила Бога, чтобы Он взял у нее всех детей до единого, а сохранил мужа…»
С 1803 года глава огромного семейства Бибиковых. После продажи в 1811 году Гребнева приобрела и перестроила усадьбу Старо-Никольское.
Дети:
- Павел Гаврилович (1784—3.12.1812), полковник, убит в сражении под Вильно. Его вдова Елизавета Андреевна (1788—1857) в 1817 году стала женой А. Х. Бенкендорфа.
- Софья Гавриловна (20.11.1787—07.01.1856), фрейлина двора, замужем за И. П. Бибиковым.
- Екатерина Гавриловна (1788—23.04.1822[7]), замужем за генерал-майором А. Д. Арсеньевым.
- Гаврила Гаврилович (17.02.1790—10.07.1850)
- Дмитрий Гаврилович (18.03.1791—22.02.1870), министр внутренних дел Российской империи (1852—1855), генерал от инфантерии (1843).
- Варвара Гавриловна (1792—19.06.1864), замужем за М. М. Муромцовым.
- Анна Гавриловна (1793—12.05.1826), замужем (с 4 ноября 1817 года)[8] за Никитой Петровичем Панкратьевым.
- Илья Гаврилович (20.08.1794 — 6.04.1867), генерал-адъютант, генерал от артиллерии, адъютант великого князя Михаила Павловича. В 1850—1855 гг. глава литовских губерний.
- Александр Гаврилович (8.08.1795—1815), убит на дуэли.
- Александра Гавриловна (1796— ?), замужем (с 22 мая 1825 года)[9] за вдовцом Львом Яковлевичем Рославлевым[10].
- Вера Гавриловна (26.08.1798—16.08.1861), замужем за Петром Дмитриевичем Хрущовым.
- Мария Гавриловна (6.10.1801—16.11.1863), фрейлина двора, замужем (с 12 января 1827 года)[11] за Алексеем Николаевичем Дюклу.